# Teilhol
Teilhol, nebo také A.C.L., byla francouzská automobilka, která působila v letech 1958 až 1990. Zabývala se zejména výrobou automobilů s pohonem všech kol a automobilů pro volný čas. Zpočátku se firma zabývala výrobou automobilu Renault Rodeo pro francouzskou armádu. V osmdesátých letech probíhala v ateliérech Teilhol zejména výroba různých užitkových nebo obytných verzí vozu Citroën C15. Koncem dekády firma představila nástupce vozu Citroën Méhari, který nesl označení Teilhol Tangara. V roce 1989 byl představen Teilhol Theva, který používal základ z automobilu Citroën AX. Kapacitu továrny se nepodařilo nikdy naplnit a společnost tak v první polovině devadesátých let vyhlásila bankrot.